# Никольское-Обольяниново
Никольское-Обольяниново (Никольское-Обольяново, Горки), или Никольское-Горушки — дворянская усадьба конца XVIII-начала XIX веков, расположенная в селе Подъячево Дмитровского района Московской области.

## История
Усадьба «Горушки» была основана в 1760-е годы капитаном-преображенцем П. М. Власовым и его супругой Анной Исаевной, внучкой знаменитого дипломата П. П. Шафирова. Е. П. Янькова (хозяйка соседнего имения «Горки») вспоминала, что Власов был «почтенный и милый старик», всегда радушно принимавший гостей, которым запомнился «приветливостью в общежитии».
В 1802 году у наследников Власова село Горушки купил отставной временщик П. Х. Обольянинов, который и построил большую часть усадебного комплекса. В имении московского губернского предводителя дворянства перебывало всё подмосковное дворянство, в частности, поэты П. А. Вяземский и В. Л. Пушкин. В честь новых хозяев село было переименовано в Обольяниново, или Обольяново. По воспоминаниям Яньковой, Обольянинов «был охотник до цветов и, когда купил Горушки, очень занимался своим садом и любил, чтобы было много цветов, и строго запрещал их рвать». Когда же один мальчик, ослушавшись, сорвал букет цветов, свирепый генерал заставил его съесть весь букет «до последнего листика». Супруги Обольяниновы души не чаяли в своих собаках, которых развели великое множество; в доме за ними ходила особая горничная. У приезжих создавалось впечатление, что «в доме хозяева были не они сами, а их собаки; всё им угождало, все их ласкали, и хозяйка всё это внимание принимала на свой счёт».
В 1841 году имение унаследовал племянник генерала, подполковник М. М. Обольянинов, потерявший ногу в 1812 году. Это был тихий инвалид с лицом, обезображенным оспой. Потеряв нескольких дочерей и не имея наследников мужского пола, Обольянинов отказал имение своей дочери Анне
(1835-99), которая вышла замуж за графа Адама Олсуфьева. До самой революции усадьбой владели их потомки, Олсуфьевы. Сын этой четы, граф Михаил (председатель дмитровской земской управы и уездный предводитель дворянства) построил в 1880-х на периферии усадьбы земское училище и больницу. В Никольском у Олсуфьевых гостили Д. И. Менделеев и Л. Н. Толстой, работавший здесь над повестью «Смерть Ивана Ильича», рассказом «Хозяин и работник», романом «Воскресение».
В 1918 году умирает последний Олсуфьев, Михаил Адамович — бывший камер-юнкер двора, член Госсовета, дмитровский мировой уездный судья, председатель уездной управы. За его заслуги, гроб с его телом несли на руках от Дмитрова до Горушек (ок. 27 км).
В советское время село Обольяниново было переименовано в честь уроженца этих мест С. П. Подъячева. В 1994 году постройки усадьбы приобрёл Благотворительный фонд Кирсана Илюмжинова, намеревавшийся реконструировать их для размещения санаторно-туристического комплекса, однако эти планы не осуществлены по сей день. Господский дом заброшен и требует срочной реставрации, парк превратился в «дикие заросли».

## Архитектура

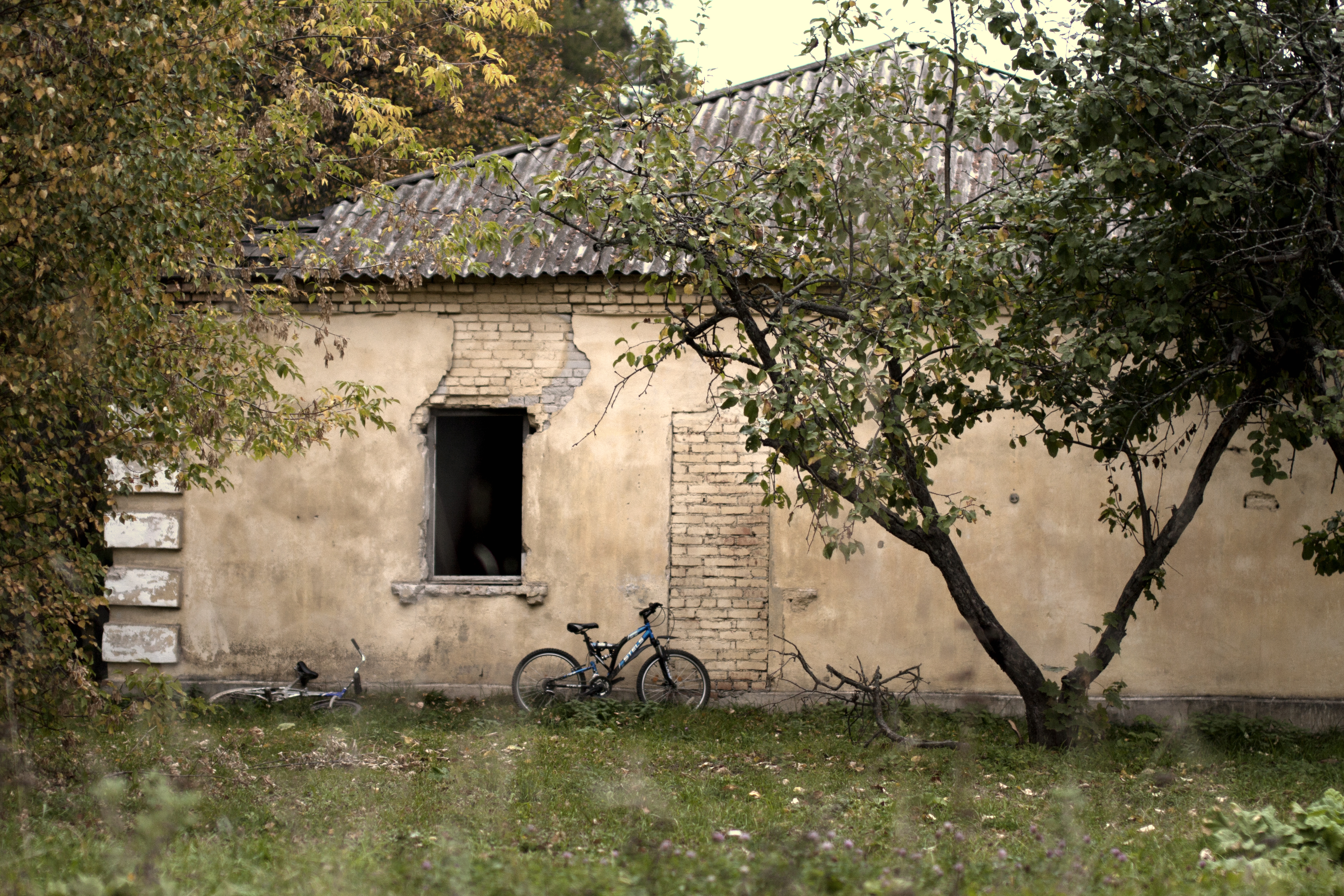
Одна из хозяйственных построек усадьбы

Усадебный комплекс включает главный дом с флигелем, Никольскую церковь, хозяйственные постройки.
Деревянный на каменном цоколе, одноэтажный с антресолями усадебный дом построен в 1800-х годах в стиле классицизм. Украшением этого дома были вестибюль и парадный зал с расписным плафоном и выходом в парк. К настоящему времени интерьеры усадьбы большей частью утрачены. С главным домом двумя крытыми застеклёнными галереями с зимним садом соединялись флигели (из которых сохранился лишь один). Образованный ими парадный двор ограничен с четвёртой стороны двумя корпусами для дворовых людей. За домом расположена Никольская церковь (1794) типа «восьмерик на четверике» в стиле раннего классицизма с чертами барокко. Сохранились несколько хозяйственных построек первой четверти XIX века, находящихся в полуразрушенном состоянии.
Усадебный парк принадлежал, по оценке искусствоведа Е. Н. Подъяпольской, к числу лучших в Подмосковье образцов садово-паркового искусства рубежа XVIII—XIX вв. Он запущен, но сохранил старую планировку и вековые деревья. На территории парка располагаются два пруда — Верхний («Чистый») и Нижний («Грязный»). Сохранились следы парковых беседок. В XXI веке усадьба восстанавливается, но крайне медленными темпами.